# 1886年全米選手権 (テニス)
1886年に行われた、第6回 全米選手権（だい6かいぜんべいせんしゅけん）に関する記事。アメリカ・ロードアイランド州ニューポート・カジノにて開催。

## 大会の流れ
- この年までは、男子シングルス・男子ダブルスの2部門がアメリカ・ロードアイランド州「ニューポート・カジノ」において実施された。1887年から女子シングルス、1889年から女子ダブルスが加わり、混合ダブルスは1892年から公式競技になった。
- 1881年から1967年まで、全米選手権は各部門が個別の名称を持ち、大会会場も別々のテニスクラブで開かれた。これが他の3つのテニス4大大会と大きく異なる点である。
  - 男子シングルス　名称：全米シングルス選手権（U.S. National Singles Championship）
  - 男子ダブルス　名称：全米ダブルス選手権（U.S. National Doubles Championship）
- 1884年から、全米選手権にも「チャレンジ・ラウンド」（Challenge Round, 挑戦者決定戦）と「オールカマーズ・ファイナル」（All-Comers Final）が採用された。これは1878年の第2回ウィンブルドン選手権で始まった競技方式である。
  - 大会前年度優勝者を除く選手は「チャレンジ・ラウンド」に出場し、前年度優勝者への挑戦権を争う。前年度優勝者は、無条件で「オールカマーズ・ファイナル」に出場できる。チャレンジ・ラウンドの勝者と前年度優勝者による「オールカマーズ・ファイナル」で、当年度の選手権優勝者を決定した。
  - 全米選手権のチャレンジ・ラウンドは、1886年から大幅な変更が実施され、1回戦から最大5セット・マッチで行われるようになった。1886年の1年間だけ、1883年までのウィンブルドン選手権のように、ゲームカウント 5-5 になった時に次のゲームで勝敗を決めた。そのため、1886年チャレンジ・ラウンドの途中経過には「6-5」の試合結果が多く見られる。
- 競技ルールは、基本的にはウィンブルドン選手権に準拠して実施された。
- 初期の全米選手権のように、外国人出場者が少なかった時期は、地元アメリカ人選手の国籍表示を省略する。

## 大会前年度優勝者
- 男子シングルス：リチャード・シアーズ
- 男子ダブルス：リチャード・シアーズ＆ジョセフ・クラーク　［シアーズはジェームズ・ドワイトとのコンビに戻す］

## 男子シングルス

### チャレンジラウンド
準々決勝
- ジョセフ・クラーク vs. ヘンリー・スローカム　1-6, 6-5, 6-5, 6-2
- ハワード・テーラー vs. クインシー・ショー　6-3, 6-5, 6-5
- リビングストン・ビークマン vs. フレッド・マンスフィールド　6-4, 3-6, 6-0, 6-3
- チャールズ・チェイス vs. モーガン・ポスト　6-0, 6-2, 6-4

準決勝
- ハワード・テーラー vs. ジョセフ・クラーク　6-5, 6-2, 6-3
- リビングストン・ビークマン vs. チャールズ・チェイス　6-4, 6-0, 6-2

（チャレンジラウンド準決勝までは、1セットに「6-5」のスコアが多い）
決勝
- リビングストン・ビークマン vs. ハワード・テーラー　2-6, 6-3, 6-4, 6-2

### オールカマーズ決勝
- リチャード・シアーズ vs. リビングストン・ビークマン　4-6, 6-1, 6-3, 6-4　（シアーズが本大会の優勝者になる。1881年から大会6連覇）

## 決勝戦の結果
- 男子シングルス：リチャード・シアーズ vs. リビングストン・ビークマン　4-6, 6-1, 6-3, 6-4　［オールカマーズ決勝］
- 男子ダブルス：リチャード・シアーズ＆ジェームズ・ドワイト vs. ハワード・テーラー＆ゴッドフリー・ブリンリー　7-5, 5-7, 7-5, 6-4